# Mères du désert

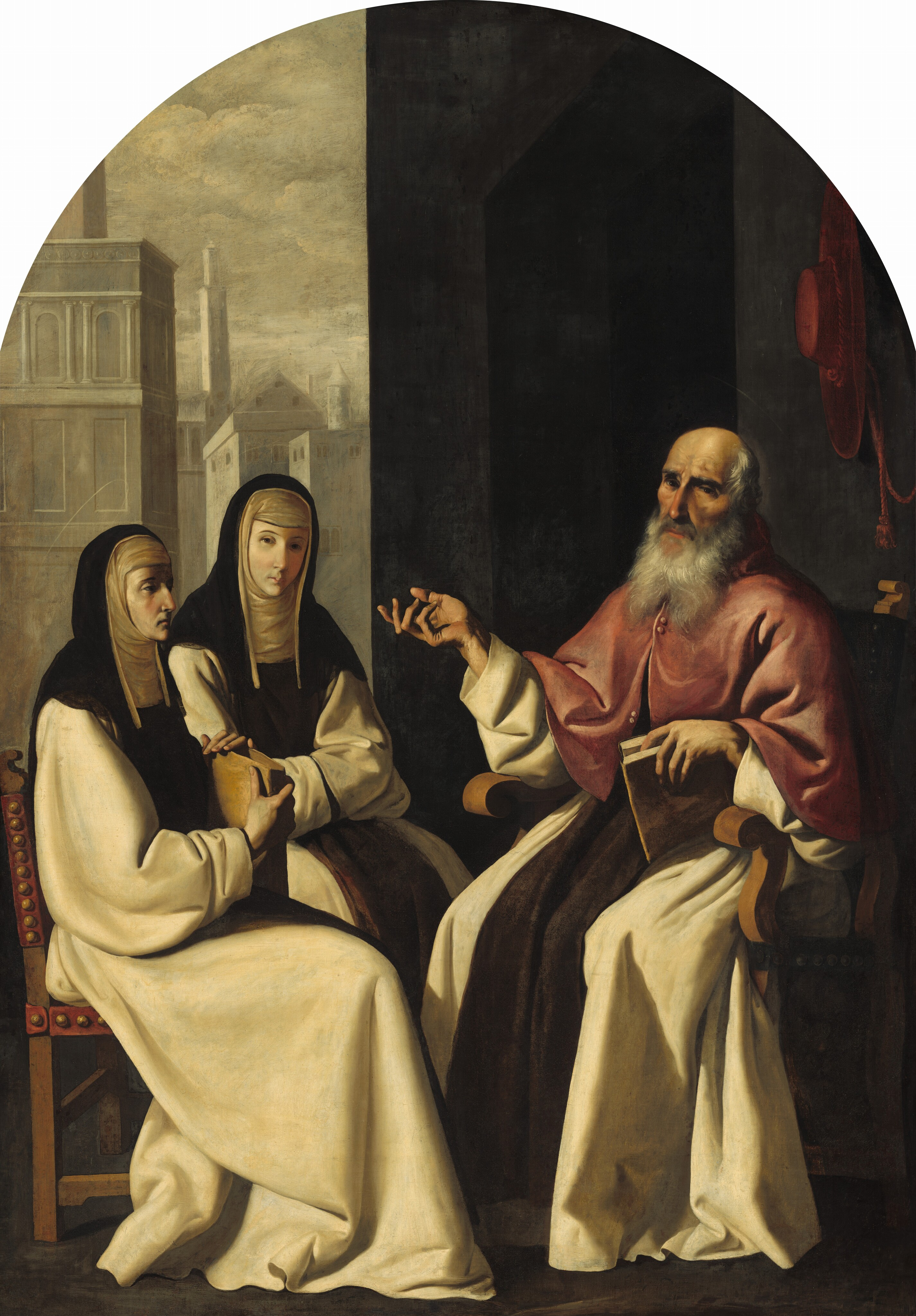
Mères du désert Sainte Paule et sa fille Eustochium avec Saint Jérôme, tableau de Francisco de Zurbarán

Les Mères du Désert (en anglais Desert Mothers) est un néologisme forgé dans les années 1980 par la théologie féministe comme analogie avec les Pères du Désert. Il désigne les ammas ou ascètes chrétiennes vivant dans le désert d'Égypte, de Palestine et de Syrie aux IVe et Ve siècles de notre ère,.

## Présentation

### Généralités
Elles vivaient généralement dans les communautés monastiques qui ont commencé à se former à cette époque, ou parfois comme ermites. Les communautés monastiques vivaient collectivement avec des relations limitées avec les laïcs et le monde extérieur. Certaines ascètes ont choisi de s'aventurer dans des endroits isolés pour restreindre les relations avec les autres, approfondir leurs liens spirituels et à d'autres fins ascétiques. D'autres femmes de cette époque qui ont influencé les premières traditions ascétiques ou monastiques alors qu'elles vivaient en dehors du désert sont également décrites comme des mères du désert.
Pour Margot H King les Pères du Désert sont beaucoup plus connus parce que la plupart des premières vies des saints « ont été écrites par des hommes pour un public monastique masculin ». Les mentions et évocations des Mères du désert proviennent des premiers Pères du désert et de leurs biographes. En raison de l’absence de tutelle masculine mentionnée dans ces sources, il a été suggéré que les femmes du désert agissaient séparément, en autonomie de leurs homologues masculins. Des femmes du désert occupaient des rôles de direction au sein de la communauté chrétienne. Les Apophtegmes dès Pères du désert, ou Paroles des Pères du Désert, comprend quarante-sept paroles qui sont attribuées aux Mères du désert. Il existe plusieurs chapitres consacrés aux Mères du désert dans l'Histoire lausiaque de Pallade d'Hélénopolis, qui mentionne de nombreuses femmes vivant dans le désert. D'autres sources incluent les diverses histoires racontées au fil des ans sur la vie des saints de cette époque, traditionnellement appelées vitae. La vie de douze saintes du désert est décrite dans le livre I de la Vitae Patrum (Vies des Pères).

### Exemples notables

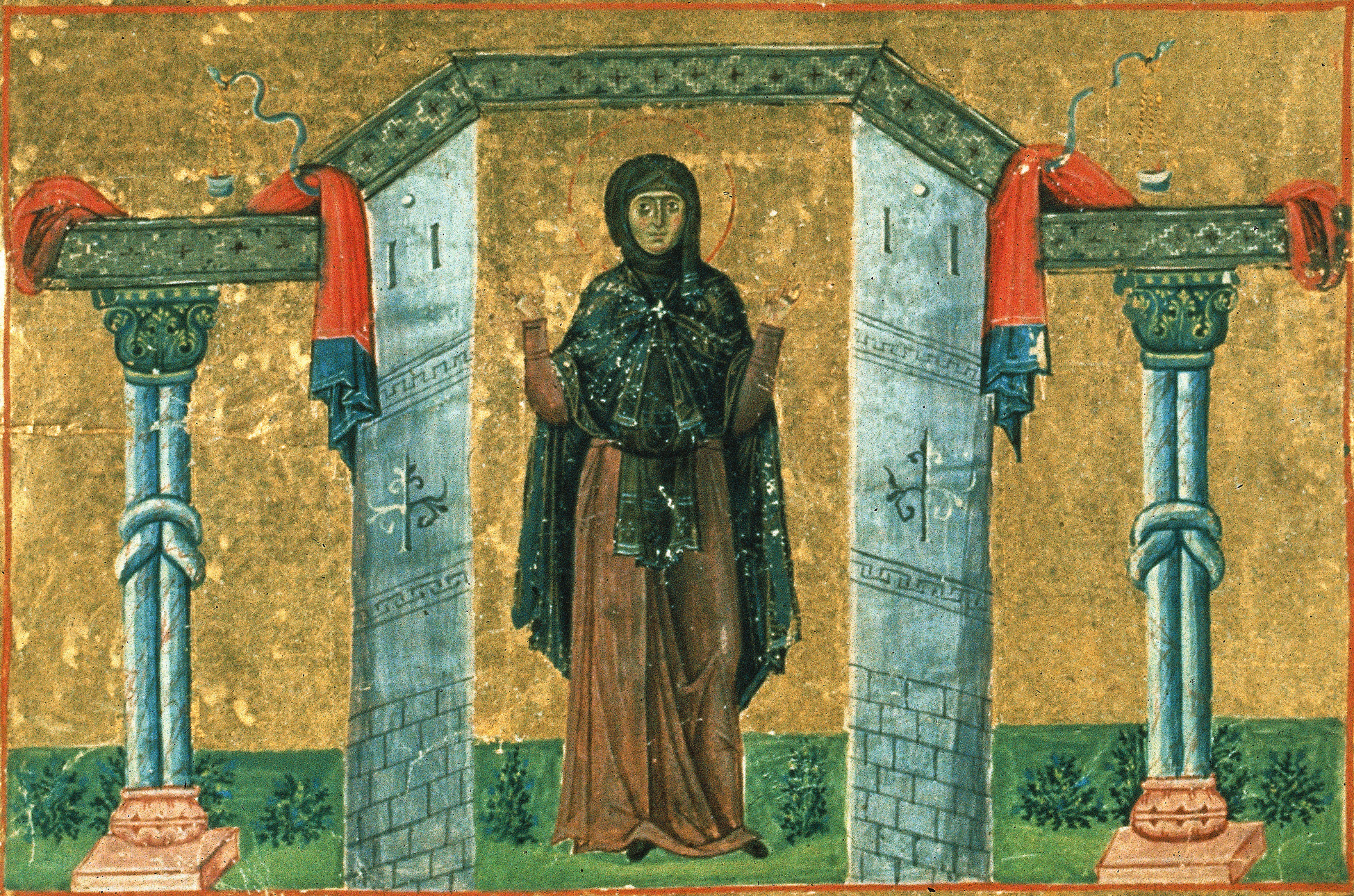
Mélanie la Jeune, représentée dans le Ménologe de Basile II

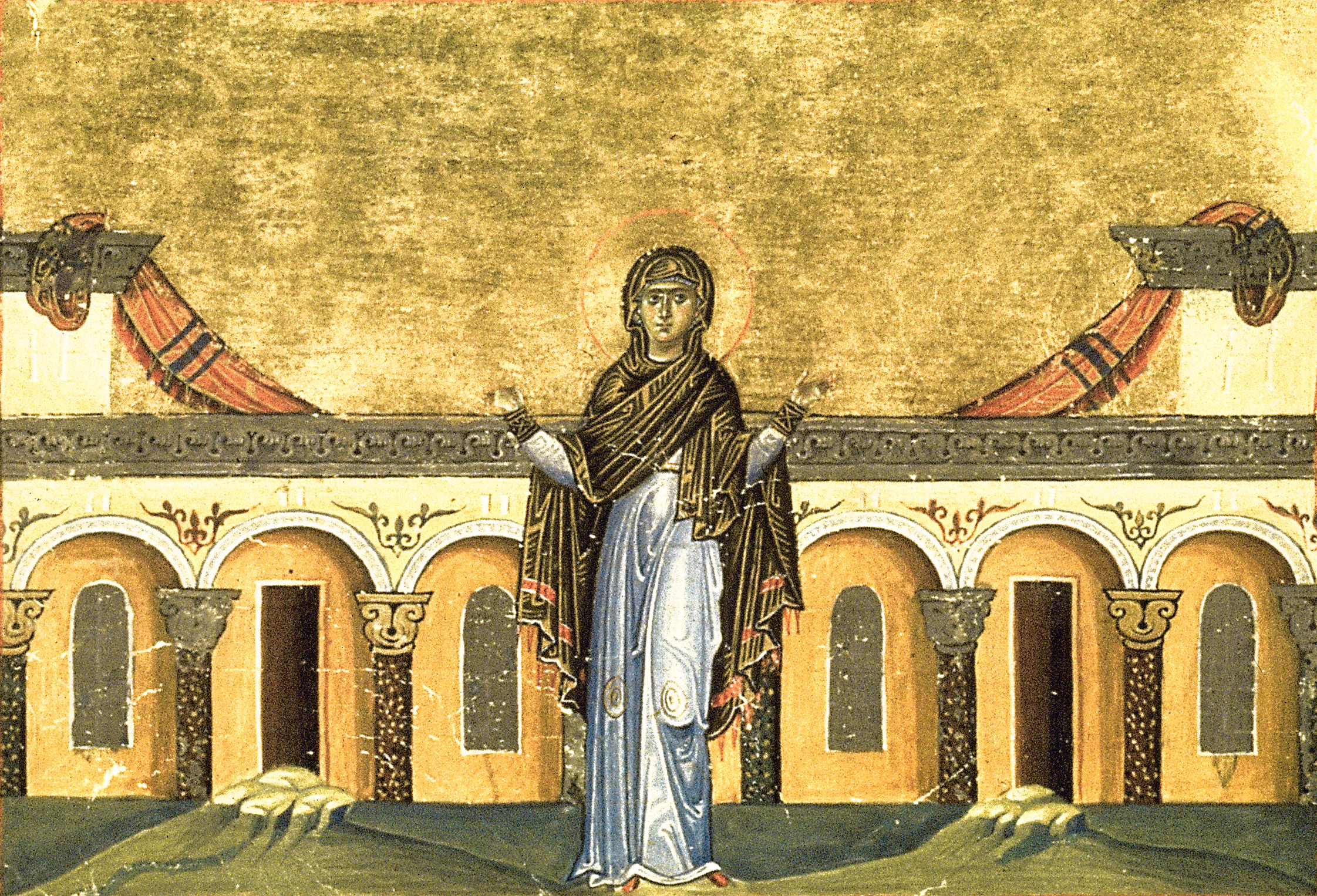
Synclétique d'Alexandrie, représentée dans le Menologe de Basile II

Les Mères du Désert étaient connues sous le nom d'ammas (« mères spirituelles »), comparables aux Pères du Désert (abbas), en raison du respect qu'elles gagnaient en tant qu'enseignantes et directrices spirituelles. L'une des Mères du Désert les plus connues était Synclétique d'Alexandrie, à qui on attribue plus de vingt paroles dans les Paroles des Pères du Désert. Deux autres ammas, Théodora d'Alexandrie et Sarah du Désert, sont également citées dans ce livre. Les mères du désert décrites dans l'Histoire Lausiaque comprennent Mélanie l'Ancienne, Mélanie la Jeune, Olympiade, Sainte Paule et sa fille Eustochium, ainsi que plusieurs femmes que l'auteur ne nomme pas.
Selon des récits écrits[Lesquels ?], Syncletique d'Alexandrie pourrait être née aux alentours de 270, puisqu'on dit qu'elle a vécu jusqu'à quatre-vingts ans et mourut vers 350, de parents riches à Alexandrie et avait une bonne éducation, y compris une première étude des écrits du père du désert Evagrius Ponticus. Après la mort de ses parents, elle vendit tout ce qu'elle possédait et donna l'argent aux pauvres, s'inscrivant dans la pratique de l'ascèse. Déménageant hors de la ville avec sa sœur aveugle, elle vécut en ermite parmi les tombeaux à l'extérieur d'Alexandrie. Peu à peu, une communauté de femmes ascètes s'est développée autour d'elle, à qui elle a servi de mère spirituelle. Même si elle était ascète et ermite, Syncletique enseignait la modération, et que l'ascèse n'était pas une fin en soi.

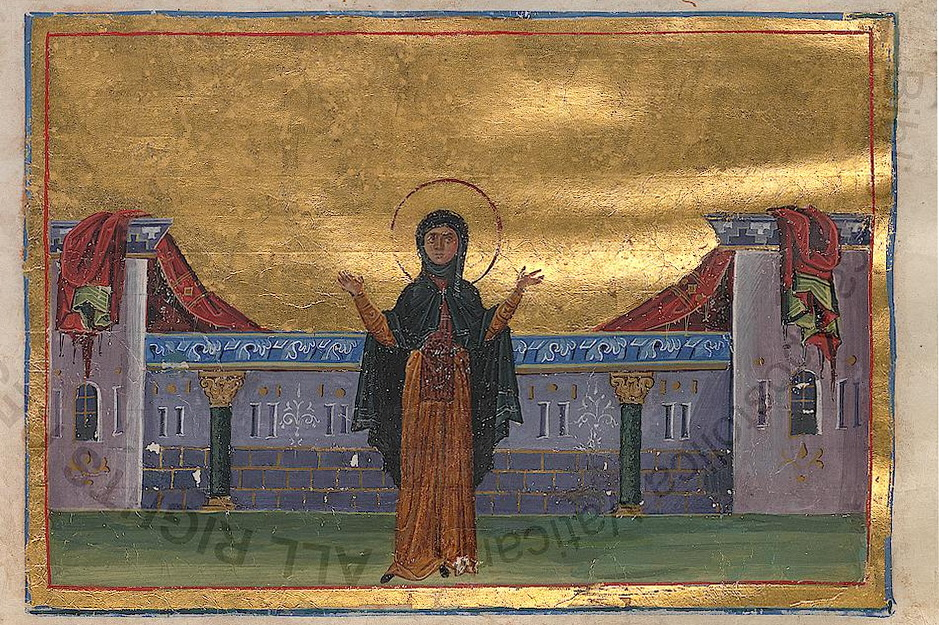
Theodora d'Alexandrie, représentée dans le Ménologe de Basile II

Théodora d'Alexandrie était l'amma d'une communauté monastique de femmes près d'Alexandrie. Avant cela, elle s'était enfuie dans le désert déguisée en homme et avait rejoint une communauté de moines. Elle a été sollicitée par de nombreux Pères du Désert pour obtenir des conseils. Il semblerait que l'évêque Théophile d'Alexandrie soit venu lui demander conseil,.
Les paroles de Sarah du Désert indiquent qu'elle vécut en ermite au bord d'une rivière pendant soixante ans. Ses réponses acerbes à certains des vieillards qui la défiaient montrent une personnalité forte. Selon une histoire[Laquelle ?], deux anachorètes lui ont rendu visite dans le désert déclarant : « Humilions cette vieille femme. » Ils lui dirent : « Prends garde à ne pas devenir vaniteuse en pensant : 'Regarde comme des anachorètes viennent me voir, une simple femme.' » Elle répondit : « Selon ma nature, je suis une femme, mais pas selon mes pensées. »
Mélanie l'Ancienne, fille d'un fonctionnaire romain, devint veuve très jeune et s'installa à Alexandrie, puis dans le désert de Nitrie. Elle a rencontré plusieurs Pères du Désert, les a suivis dans leurs voyages et les a aidés avec son propre argent. À un moment donné, elle fut jetée en prison pour les avoir soutenus, après que plusieurs Pères eurent été bannis par les autorités palestiniennes. Elle fonda finalement un couvent à Jérusalem qui comptait une cinquantaine de religieuses. Mélanie l'Ancienne est un exemple de pouvoir et de leadership féminin au sein de l'ascèse chrétienne en raison de l'influence qu'elle a exercée dans la région avec la fondation de monastères et de couvents. Melania l'Aînée était également éduquée et possédait la capacité de lire et d'écrire, ce qui la séparait des autres dirigeants et femmes ascétiques. Sa petite-fille, Melania la Jeune, s'est mariée à l'âge de treize ans et a eu deux fils, tous deux décédés en bas âge. À vingt ans, elle et son mari Pinianus renoncent au monde, fondant tous deux des couvents et des monastères.

### Liste des Mères du désert
- Demiana
- Eustochium
- Marie l'Égyptienne
- Mélanie l'Ancienne
- Mélanie la jeune
- Olympiade
- Paule de Rome
- Pélagie d'Antioche
- Sarah du Désert
- Synclétique d'Alexandrie
- Theodora d'Alexandrie

## Place des Mères du désert dans la société chrétienne

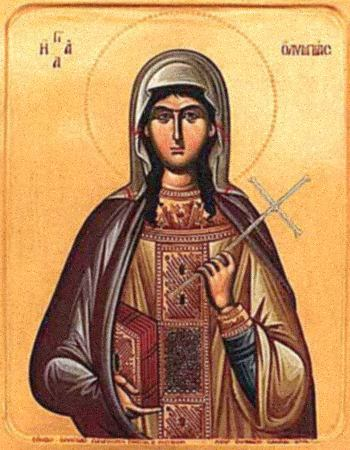
Icône orthodoxe de la diaconesse Olympe de Constantinople, Mère du désert.

Selon Averil Cameron, les femmes occupaient une place importante dans la tradition du désert, même si les premiers récits laissent souvent les femmes anonymes. De l'avis de Cameron, il n'y a aucune distinction entre les sages paroles de ces hommes et celles d'Amma Sarah et d'Amma Syncletique. Un texte[Lequel ?] fait référence à Théodora, qui avait des moines qui écoutaient ses conseils et lui posaient des questions. Certaines femmes ont transformé leurs maisons en établissements religieux et il existe des groupes socio-religieux mixtes. Les femmes ne pouvaient pas obtenir l'ordination comme diacre ou prêtre.
Pour la moniale bénédictine sœur Marie Ricard, il ne faut pas non plus y voir une égalité entre les mères et les pères du désert à une époque où les femmes ont un statut inférieur aux hommes dans la société, mais « Si on lit de près les textes, on constate que certaines femmes étaient admirées par les hommes, notamment pour leur grande capacité à faire preuve d’humilité et de persévérance. »

## Origine du néologisme «Mères du désert»
L’expression « Mères du Désert » semble avoir été utilisée pour la première fois au début des années 1980. En 1984, Margot H King a fait circuler un document d'étude intitulé The Desert Mothers: A Survey of the Female Anchoretic Tradition in Western Europe. Ce document est basé sur les conférences que Margot King a données à Madison, dans le Wisconsin, en 1980. En 1989, Peregrina Publishing de Toronto, Ontario, Canada a publié le livre de Margot King, The Desert Mothers.
En 1991, le livre d'Henri Nouwen, The Way of the Heart: Desert Spirituality and Contemporary Ministry  (Seabury Press de New York), publié une première fois en 1981 est réédité sous le titre The Way of the Heart: The Spirituality of the Desert Fathers and Mothers (Bravo Press).
Dans son document d'étude de 1984, Margot King dit qu'elle a commencé cette étude en 1980 et, dans le troisième paragraphe, elle écrit « Le choix de l’expression "Mères du désert" doit son origine à une tentative, quelque peu légère, de contrebalancer la vision courte, sans doute involontaire, d’historiens du monachisme, qui, semble-t-il, voyaient les déserts d’Égypte habités exclusivement par des hommes et donc, l’histoire du monachisme comme un phénomène presque exclusivement masculin. » Si les moines masculins du désert sont appelés « patres », pourquoi ne pas appliquer son équivalent féminin « matres » à Sara, Syncletique et leurs disciples, écrit-elle. Margot Kings dit qu'en poursuivant ses études, elle s'est rendu compte que « mon apparente légèreté avait en fait une base solide. »